# 夏空カナタ
『夏空カナタ』（なつぞらカナタ）は、2008年5月23日にゆずソフトから発売された18歳未満購入禁止のパソコン用美少女ゲーム（アダルトゲーム）。略称は「夏カナ」。キャッチコピーは、「あの冬、真夏のような この島で－－」。

## 概要
ゆずソフトの第3作目で主要なヒロインの数は3人。発売日の2008年5月23日にはゆずソフト第1作『ぶらばん! -The bonds of melody-』の廉価版も発売された。
2008年4月29日よりゲームの冒頭部分と3人のヒロインとのHシーンの一部が収録された体験版が各ミラーサイトにおいてダウンロード可能となっている。
コアマガジンの成人向け漫画雑誌「コミックメガストア」の2008年9月号（7月17日発売）に描き下ろし漫画が掲載され、同年8月開催の「コミックマーケット74」ではビジュアルファンブックとオリジナルサウンドトラックのセットが販売された。
ゆずソフト（全年齢ブランドの『ゆずソフトSOUR』を除く）で唯一舞台に「学校」が登場しない作品である（2022年1月現在）。

## 塔弦島
この作品の舞台となるのは「塔弦島」と呼ばれる架空の島である。沖縄県とほぼ同一の緯度に位置するこの島は日本で唯一、一年を通して真夏のような温暖な気候を保ち、スキューバダイビングなどレジャー目的で毎年多くの観光客が訪れる。常夏の気候の原因は海底火山の活動による地殻変動であるとも言われるが詳しくは不明。島のどこかに、人の願いを何でも叶えてくれる鏡が隠されているという神秘的な伝説も語られている。8年前、島に来た観光客3人が行方不明になるという不可思議な事件が起こっており、最近では地震が頻発するようになっている。

## 登場人物

### メインキャラクター
朝倉 壮太（あさくら そうた）
この物語の主人公。都会に暮らす学生。ごく一般的なサラリーマンの父と専業主婦の母の間に生まれる。塔弦島には毎年冬休みに叔母の経営するペンションを手伝うためやってきている。働き者で、掃除や食器洗いなどペンションの仕事を自ら進んで行うのだが、潔癖症とも言えるほど綺麗好きであり、見ている人間が怖がるほど熱心に掃除をしてしまいがちである。
上坂 茅羽耶（こうさか ちはや）
声：夏野こおり
壮太が島の喫茶店で出会った少女。長い黒髪と白いリボンの巻かれた大きな麦藁帽子がトレードマーク。明るい性格でいつも笑顔を絶やさない。純粋な性格だが、自分が決めたことを貫く頑固な一面や、自身の現状を受け入れる精神的な強さも持つ。島には少し前に療養のため引っ越してきたのだが、滞在中に崖から海に落ちるという事故に遭遇したことにより短期記憶障害を持つようになり、新しいことを3日間しか覚えていられない（覚えたい内容を3日以内に回想すれば記憶を維持できるということはなく、3日を周期に新しく体験した出来事の記憶全てが消去されてしまう）。記憶障害を持っているという自覚はなく、父親の口添えで周囲の人々も事実を伝えずにいる（噂程度ではあるが、由比子、五郎も認知している）。もうすぐ誕生日を迎える父親のために贈り物をしようと思っている。自分で手料理を作ったことがなく、包丁の扱いはかなり危なげ。茅羽耶は作中で終始一貫して壮太のことを「朝倉さん」と呼び続けており、下の名前では呼んでいない。壮太も茅羽耶のことを、彼女の父親である上坂昭彦の前でのみ何度か「茅羽耶さん」と呼んでいる以外はいつも「上坂さん」と呼んでおり、茅羽耶編のエンディングになってもそれは変わらない。
三好 由比子（みよし ゆいこ）
声：成瀬未亜
島に暮らしている壮太の従妹。小柄な体格だが壮太とは同い年。牛乳を飲んでいるのにもかかわらず、妹の「双葉」より背が低いことを気にしている。両親に甘やかされてきたためか、性格はかなりわがままでその上負けず嫌い。朝早く起きることが苦手でペンションの仕事はあまり好きではない。休日でも部活のため学校へ行くことが多い。なお、彼女の通う学校は船に乗って通う必要があるらしい。由比子の通っている学校の名は不明。また入っている部活は運動系の部ではあるようだが、何の部かはわかっていない。勝負ごとに強く、子供のころは「バランス・オブ・パワー」というカードゲームに熱中していた。現在の髪型はショートヘアだが幼少期には長い髪をツインテールにしていた。
実は壮太に淡い恋心を寄せているものの、壮太自身は五郎や彼女と体験した「八年前の事件」があるため、交際に躊躇している（当事者である由比子自身はショックが大きいためか覚えていないらしい）。
七条 沙々羅（しちじょう ささら）
声：みる
祭りの日に壮太と出会った神社の娘。病弱でほとんど外に出たことがないため相当な世間知らずであり、物を買うためにお金が必要ということすら知らない。しかし「エロ本」といった単語は「最低限文化的知識」として知っているらしい。幼い頃母親と共に祭りへ来たことがあったのだが、その母とはとある事情により現在会えなくなっている。その真相を知らない彼女は「母さんは自分に会うのが嫌なんだ」と誤解しており、母を嫌っている。

### サブキャラクター
三好 双葉（みよし ふたば）
声：民安ともえ
由比子の妹。元気で明るい性格でいたずら好きな上、かなりの食いしん坊。姉よりも背が高い。自分のことを「あっち」と呼ぶ。由比子とは違い、ゲームには強くない。ヒロインとHした主人公を目撃して強請るなど、腹黒い性格。実際に五郎に好意があるのかは不明だが、由比子編のエンディングでは彼と良好な関係であるような描写がある。
三好 ミホ（みよし みほ）
声：白井綾乃
由比子と双葉の母親で壮太の叔母に当たる女性。壮太のアルバイト先であるペンション「ちゅら」の経営者。娘たちよりも仕事に真面目な壮太にとても感謝している。娘二人に比べかなりスタイルがいい。由比子と双葉をかなり若い年齢で産んでいるが、二人の父親に当たる男性の所在は不明。壮太の心意気を理解しており、どのルートでも彼の交際を応援している（ただし誤解により度が過ぎたと認識した沙々羅の場合は何度か裁判(ごっこ)沙汰になったことも）。
なお、一部の雑誌などでは、「ミホ」という名が「美帆」と書かれていることもある。
仁木 夕張（にき ゆうばり）
声：小林智子
取材のため島に滞在している雑誌記者の女性。観光関係の記事の執筆のため、「ちゅら」など島にある宿泊施設を転々としている。ナイスバディな外見は、五郎のストライクのようである。
その正体は、島の秘密を守る「組織」の一員。
六角 五郎（ろっかく ごろう）
声：ヘルシー太郎
壮太や由比子の幼馴染である島の少年。顔に傷があり（予約特典の設定資料集によると『すごいどうでもいい理由でついた傷』とのこと）、見た目は怖そうだが性格はよい。海の家で働いている。三好姉妹(主に双葉)に振り回され、不幸な役回りとなることが多いが、意外な所で壮太の背中を押してくれる頼もしい奴である。幼い頃からずっと島で暮らしているが、カナヅチで泳げない（陸サーファーと称されることも）。
足利 貞道（あしかが さだみち）
声：子太明
サルベージ会社に所属する男。沈没船から宝の引き上げを行っている。長髪とサングラスが特徴で、色黒。
その正体は、仁木と同じ「組織」の一員。重要人物である京極を介護しており、常に彼女を心配する表情を見せる（つまり京極がいる場面ではほぼ必ず彼も登場する）。会話の仕方から彼の方が仁木の上司のようである。価値観の違いからか、本来の京極の旦那であるはずの克己とは反りが合わないような描写が見られる。
七条 克己（しちじょう かつみ）
声：どてら四号
沙々羅の父親。島の神社で神主を務める。人付き合いが悪く他の人とどこか距離を置いて接している。目つきが鋭く、壮太たちに冷たい態度をとる。
上坂 昭彦（こうさか あきひこ）
声：南武哲好
茅羽耶の父親である初老の男性。茅羽耶の記憶障害のことで深く悩んでいる。昭彦の妻も上坂家で暮らしているが作中には登場しない。茅羽耶は3日ごとに記憶を失うたびに8月10日に時間感覚が戻り、その明後日が昭彦の誕生日となっているため、彼女はいつも父の誕生日プレゼントのことを考えていることになる。
羽柴 昌平（はしば しょうへい）
声：広末涼
壮太と茅羽耶が出会った喫茶店のマスターで周囲からも「マスター」と呼ばれている。店の中だけでなく、外出するときも常にエプロンを付けている。かつては島の外に住んでおり、昭彦とは古くからの友人。茅羽耶の記憶障害には理解がある。
京極 フミオ（きょうごく ふみお）
声：かわしまりの
沙々羅の母親で塔弦神社の巫女。作中全てのルートの核心に繋がっているキーパーソンである。かつては健康体であったが、「島の秘密」に関わる事情により現在はほとんど目が見えておらず、その他の身体機能も衰弱している。自身の悲劇ともいえる生涯を娘に継がせないようにと、沙々羅と会うのを拒否している。
沙々羅のエンディングでは壮太と沙々羅との間に誕生した女児に史緒乃（しおの）という名が付けられている。

## スタッフ
- 原画：こぶいち、むりりん
- シナリオ：天宮リツ、玉沢円
- 音楽：Famishin、Angel Note
- 主題歌
  - OP：想いのカナタ
作詞：霜月はるか
作曲：Famishin & Saki
編曲：森まもる（Angel Note）
歌：霜月はるか
  - ED：リフレイン
作詞：kala（Angel Note）
作曲：Famishin
編曲：伊福部武史（Angel Note）
歌：榊原ゆい

## カウントダウンFLASH
前作E×E同様、発売前よりカウントダウンFLASHが公開された。滑舌が悪い台詞や変な教員など、やはり前作同様、2ちゃんねる、ニコニコ動画で話題になったネタが使われている。同ブランドのキャラクター御影須美、籠夏希が登場する。

## 購入特典
- 予約キャンペーン特典：主題歌（オープニングテーマ『想いのカナタ』）CD付設定資料集「夏空と絵と歌の本」

## 関連商品
- 夏空カナタ オリジナルサウンドトラック
- 夏空カナタ ビジュアルファンブック

2つとも2008年8月22日発売、2100円。

## 漫画
メガストア2008年9月号に、原画のこぶいち&むりりん自身による読みきり短編漫画が掲載された。

## 備考
- 3人のヒロインである茅羽耶、由比子、沙々羅のうち、全ての攻略ルートで登場するのは由比子だけであり茅羽耶と沙々羅はそれぞれのルートでしか台詞を伴う出番がない。すなわち、茅羽耶と沙々羅が同時に登場する場面は存在しない。またそれに伴い彼女らの父（明彦、克己）が登場する尺度もルートによって変化する。
- 茅羽耶と沙々羅にエンディングが2つずつ、由比子には1つあるが、由比子ルートには物語の核心に触れないまま終了するエンディングがもう一つ存在するので、このゲームのエンディング数は合計6である。
- 主題歌「想いのカナタ」の流れるオープニングムービーは作中に登場するCG画像にアニメーション動画を合成したものだが、ゲームプログラムの起動環境などによっては再生されないこともある。
- また、このオープニングムービーの直前、及びとあるエンディングで登場する船上シーンは、動作環境によっては負荷がかかりフリーズすることがあるので注意が必要である。
- この作品の舞台である塔弦島は沖縄県与那国島をモデルとしており、作品内に登場する風景や建築物は与那国島に実在するものを参考としている。
- ゆずソフト公式サイト上での本作のTOPページには時報機能が搭載されており、午前2時・午前4時・午後7時に合わせてヒロイン3人のうちの1人が時刻を読み上げる機能がある。